# Норберт Кеслау
Норберт Кеслау (нім. Norbert Keßlau, 13 липня 1962) — німецький академічний веслувальник.
Бронзовий призер Олімпійських Ігор 1988 року в складі розпашної четвірки без стернового, учасник 1984 року.
Чемпіон світу 1983 (розпашні четвірки без стернового), 1985 (розпашні четвірки без стернового), 1989 (вісімки) років, срібний призер 1986 року в складі розпашної четвірки без стернового.